# Soulier d'or belge 2012
Le Soulier d'or 2012 est un trophée individuel, récompensant le meilleur joueur du championnat de Belgique sur l'ensemble de l'année 2012. Ceci comprend donc deux demi-saisons, la fin de la saison 2011-2012, de janvier à juin, et le début de la saison 2012-2013, de juillet à décembre.

## Lauréat
Il s'agit de la cinquante-neuvième édition du trophée, remporté par l'attaquant Dieumerci Mbokani du Sporting d'Anderlecht. C'est la troisième fois consécutive qu'un joueur du club remporte le trophée. On compte six autres anderlechtois parmi les 15 premiers du classement final.

## Classement complet
| Place | Pays | Joueur              | Club(s)                                | Total |
| ----- | ---- | ------------------- | -------------------------------------- | ----- |
| 1.    |      | Dieumerci Mbokani   | RSC Anderlecht                         | 401   |
| 2.    |      | Jelle Vossen        | KRC Genk                               | 178   |
| 3.    |      | Silvio Proto        | RSC Anderlecht                         | 154   |
| 4.    |      | Kevin De Bruyne     | KRC Genk                               | 113   |
| 5.    |      | Matías Suárez       | RSC Anderlecht                         | 57    |
| 6.    |      | Carlos Bacca        | FC Bruges                              | 53    |
| 7.    |      | Thomas Buffel       | KRC Genk                               | 40    |
| 8.    |      | Lucas Biglia        | RSC Anderlecht                         | 32    |
| 9.    |      | Jérémy Perbet       | RAEC Mons                              | 24    |
| =.    |      | Franck Berrier      | SV Zulte Waregem                       | 24    |
| 11.   |      | Dennis Praet        | RSC Anderlecht                         | 17    |
| 12.   |      | Christian Benteke   | KRC Genk                               | 15    |
| ==.   |      | Cheikhou Kouyaté    | RSC Anderlecht                         | 15    |
| 14.   |      | Guillaume Gillet    | RSC Anderlecht                         | 12    |
| 15.   |      | Ryan Donk           | FC Bruges                              | 11    |
| 16.   |      | Maxime Lestienne    | FC Bruges                              | 10    |
| 17.   |      | Imoh Ezekiel        | Standard de Liège                      | 8     |
| 18.   |      | Jelle Van Damme     | Standard de Liège                      | 7     |
| 19.   |      | Joseph Akpala       | FC Bruges                              | 6     |
| 20.   |      | Benjamin De Ceulaer | KSC Lokeren / KRC Genk                 | 5     |
| 21.   |      | Niki Zimling        | FC Bruges                              | 4     |
| 22.   |      | Sawaneh Ibou        | RAEC Mons / Oud-Heverlee Louvain       | 3     |
| ==.   |      | Brecht Dejaeghere   | KV Courtrai                            | 3     |
| ==.   |      | Julien Gorius       | FC Malines / KRC Genk                  | 3     |
| ==.   |      | Milan Jovanović     | RSC Anderlecht                         | 3     |
| ==.   |      | Hernán Losada       | Beerschot AC                           | 3     |
| ==.   |      | Nicklas Pedersen    | FC Malines                             | 3     |
| 28.   |      | Boubacar Barry Copa | KSC Lokeren                            | 2     |
| ==.   |      | Christian Brüls     | KAA La Gantoise                        | 2     |
| ==.   |      | Vadis Odjidja Ofoe  | FC Bruges                              | 2     |
| ==.   |      | William Vainqueur   | Standard de Liège                      | 2     |
| ==.   |      | Eiður Guðjohnsen    | Cercle Bruges KSV                      | 2     |
| 33.   |      | Ayanda Patosi       | KSC Lokeren                            | 1     |
| ==.   |      | Olivier Deschacht   | RSC Anderlecht                         | 1     |
| ==.   |      | Davy De Fauw        | SV Zulte Waregem                       | 1     |
| ==.   |      | Jesper Jørgensen    | KAA La Gantoise / FC Bruges            | 1     |
| ==.   |      | László Köteles      | KRC Genk                               | 1     |
| ==.   |      | Junior Malanda      | SV Zulte Waregem                       | 1     |
| ==.   |      | Ilombe Mboyo        | KAA La Gantoise                        | 1     |
| ==.   |      | Parfait Mandanda    | Sporting Charleroi                     | 1     |
| ==.   |      | Thorgan Hazard      | SV Zulte Waregem                       | 1     |
| ==.   |      | Jordan Remacle      | Oud-Heverlee Louvain / KAA La Gantoise | 1     |
| ==.   |      | Mohammed Tchité     | Standard de Liège / FC Bruges          | 1     |
| ==.   |      | Igor Vetokele       | Cercle Bruges KSV                      | 1     |

### Plus beau but du championnat belge
|    | Vainqueur           | Nationalité | Club        |
| -- | ------------------- | ----------- | ----------- |
| 1. | Dalibor Veselinović | Serbie      | KV Courtrai |

### Sources
- (nl) Cet article est partiellement ou en totalité issu de l’article de Wikipédia en néerlandais intitulé « Belgische Gouden Schoen 2012 » (voir la liste des auteurs).